# جائزة فرنسا الكبرى 1998
جائزة فرنسا الكبرى 1998 هو سباق فورمولا 1 أقيم بتاريخ 28 يونيو 1998 في فرنسا. كان الثامن من أصل 16 في بطولة العالم لسباقات الفورمولا واحد موسم 1998. حلّ الألماني مايكل شوماخر أولا بينما جاء البريطاني إدي إيرفين في المركز الثاني وحصل على المركز الثالث الفنلندي ميكا هاكينن.